# Bol Bachchan
Bol Bachchan è un film del 2012 diretto da Rohit Shetty.

## Trama
Abbas vive con la sorella Sania, ma la loro esistenza felice è rovinata da un inganno, che li costringe a trasferirsi nel villaggio di Ranakpur. Un amico cerca di aiutare Abbas facendo garanzia per lui in una compagnia.
Accade che però nel villaggio c'è una feroce rivalità con un altro villaggio: un giorno un bambino rimane intrappolato nel tempio, e Abbas rompe un blocco per salvarlo. Ma lui è di religione musulmana, e così inizia la guerra col villaggio indù.